# حكومة سمير الرفاعي السادسة
حكومة سمير الرفاعي السادسة هي الحكومة السادسة والأربعون من حكومات المملكة الأردنية الهاشمية. شكّل سمير الرفاعي الحكومة في 27 مارس 1963، بتكليف من ملك الأردن الحسين بن طلال. وقد حلّت الحكومة في 21 أبريل 1963.

## الحكومة
| التسلسل | الاسم                            | المهام الوزارية                |
| ------- | -------------------------------- | ------------------------------ |
| 1       | دولة السيد سمير الرفاعي          | رئيسا للوزراء ووزيرا للدفاع    |
| 2       | السيد صالح المجالي               | وزير الداخلية                  |
| 3       | السيد عاكف الفايز                | وزير للاشغال العامة والمواصلات |
| 4       | السيد راشد النمر                 | وزير للشؤؤن الاجتماعية والعمل  |
| 5       | السيد علي نصوح الطاهر            | وزير للزراعة                   |
| 6       | الدكتور حازم زكي عبدالرحيم نسيبه | وزير للخارجية                  |
| 7       | السيد حنا خلف                    | وزير للعدلية والانشاء والتعمير |
| 8       | الدكتور صبحي امين عمرو           | وزير للصحة                     |
| 9       | الدكتور خليل السالم              | وزير للاقتصاد الوطني           |
| 10      | السيد حسن الكايد                 | وزير للتربية والتعليم          |
| 11      | دولة السيد سعيد المفتي           | نائبا لرئيس الوزراء            |
| 12      | سماحة الشيخ عبدالله غوشه         | قاضي القضاة                    |
| 13      | السيد عبدالرحمن خليفه            | وزير للمالية                   |

## وصلات خارجية
- موقع رئاسة الوزراء